# أليثيا لويس
أليثيا لويس (ولدت في 19 ديسمبر 1749، وتوفيت في 12 نوفمبر 1827)، روائية إنجليزية، ولدت في أكتون بالقرب من نانتويتش في شيشاير. استخدمت الاسم المستعار يوجينيا دي أكتون. تركز موضوعها على المسيحية العميقة ومردود الفضيلة، ويُظهر عملها سعة الاطلاع العظيمة.

## حياتها
كان والد أليثيا رجل الدين الأنجليكاني القس جيمس بريريتون. كانت تبلغ من العمر عامين عندما توفيت والدتها وأرسلها والدها للعيش مع جدها لأمها، الذي كان يعمل في فراملينجهام في سوفولك. تزوج والدها في وقت لاحق ورزق ببنات أخريات.
كانت مخطوبة لوليام سبرنغال ليفيت، ابن طبيب من ألدبورغ وصديق الشاعر جورج كراب، لكنه توفي في عام 1774 قبل أن يتزوجا. عام 1788 تزوجت من أوغسطس تاول لويس، وهو جراح له ماضٍ إجرامي ربما لم تكن على علم به. عاش الزوجان في فيلادلفيا لمدة عام، ثم عادا إلى إنجلترا، حيث استقرا أخيرًا في بنكريدج، ستافوردشاير، إلى أن توفيت عام 1827.

## عملها
بعض الروايات المنسوبة إلى أليثيا لويس لا يرقى إليه الشك والبعض الآخر مشكوك فيه. من بين أعمالها بلا منازع Vicissitudes in Genteel Life Genteel Life (1794) و The Microcosm (1801). كما نُسبت بعض الأعمال غير المؤكدة (الأشياء بأسمائها الصحيحة، 1812، ورودا ، 1816، وإيزابيلا ، 1823) إلى فرانسيس جاكسون.
تركز موضوعات لويس في الغالب على المسيحية العميقة ومكافآت الفضيلة. عملها واعٍ بذاته ويظهر سعة الاطلاع الكبيرة. بعض الأعمال (مقالات في «فن أن تكون سعيدًا» 1803، قصة بدون عنوان: أعطها ما تريد 1804، راهبات الصحراء، أو The Woodland Witches 1805، والمجلدات الأربعة The Discarded Daughter ، 1810) تحت اسم مستعار «يوجينيا دي أكتون». وصفت مؤامراتها بأنها «مزدحمة وصعبة»، ولكن مع «إجهاد إبداعي غير تقليدي».